# Sheho
Sheho es un pueblo canadiense situado en la provincia de Saskatchewan.

## Superficie
Sheho tiene una superficie de 1,88 km².

## Demografía
En 2021, tenía 122 habitantes, una densidad poblacional de 65 hab./km², y 79 viviendas.